# Matazone da Caligano
Matazone da Caligano (XIII secolo – XIII secolo) è stato un poeta italiano.

## Biografia
Giullare, fu autore del Detto dei villani, opera satirica volta alla lode della borghesia e alla critica più feroce dei villani.
Uno dei maggiori esponenti della poesia giullaresca.